# Ducat de Prim

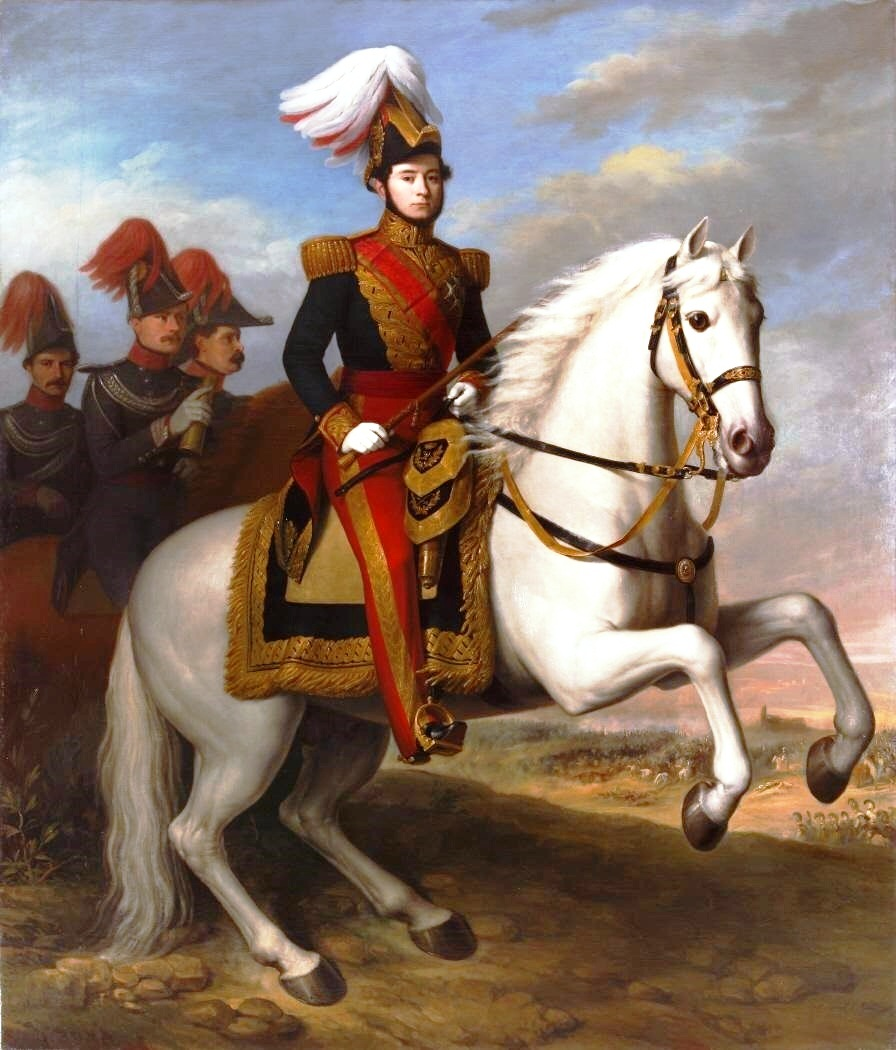
Joan Prim i Prats, Capità General dels Exèrcits, I marquès de Los Castillejos, I comte de Reus, I vescomte de Bruch, pare de Juan Prim i Agüero, I duc de los Castillejos per a qui Amadeu I va crear el Ducat de Prim, a títol pòstum, perquè fos ostentat per la seva vídua Francisca Agüero i González, I duquessa de Prim, II comtessa d'Agüero.

El Ducat de Prim és un títol nobiliari espanyol creat l'1 de novembre de 1871 pel rei Amadeu I a favor de Joan Prim i Prats, I marquès de Los Castillejos, I comte de Reus, I vescomte del Bruc, "a títol pòstum", perquè fos ostentat per la seva vídua Francisca Agüero i González.

## Història
El títol es va concedir amb la condició que fos heretat per la seva filla Isabel Prim i Agüero, i no pel seu fill home Joan Prim i Agüero, a qui li havia atorgat el Ducat de Los Castillejos (per elevació del marquesat de Los Castillejos), havent heretat, també del seu pare, el Comtat de Reus i el Vescomtat del Bruc. En morir sense descendents el I duc de los Castillejos, va ser la seva germana Isabel Prim i Agüero la que va transmetre tots els títols familiars, a través de la seva neboda María de la Concepción Salvadó Prim i Golferich, casada amb Carlos Muntadas i Muntadas, distribuint aquests entre els seus quatre fills:
1. Carles Muntadas i Salvadó Prim, II duc de Los Castillejos,
2. Lluís Muntadas i Salvadó Prim, III duc de Prim (1953), casat amb Simone Audhui Gillin.
3. Antoni Muntadas i Salvadó Prim, III comte de Reus (1953), casat amb María Josefa Fábregas i Bas.
4. Maria de la Concepció Muntadas i Salvadó Prim, III vescomtessa del Bruch.

## Nota
El Ducat de Prim, va ser rehabilitat el 24 de juny de 1960 per Lluís Muntadas i Salvadó Prim, fill de Carles Muntadas i Muntadas i de Maria de la Concepció Salvadó Prim i Golfrich, neboda d'Isabel Prim i Agüero, I duquessa de Prim, qui va transmetre els seus drets als seus fills, no solament del ducat de Prim sinó també del Ducat de Los Castillejos.

## Ducs de Prim
|                                  | Titular                                     | Període              |
| Creació per Amadeu I             | Creació per Amadeu I                        | Creació per Amadeu I |
| -------------------------------- | ------------------------------------------- | -------------------- |
| I                                | Francisca Agüero i González                 | 1871-1889            |
| II                               | Isabel Prim i Agüero                        | 1889-1927            |
| Rehabilitat per Francisco Franco |                                             |                      |
| III                              | Lluís Muntadas i Salvadó Prim               | 1960-1982            |
| IV                               | Lluís Muntadas-Prim i Aduhui                | 1983-2018            |
| V                                | María de los Ángeles Muntadas-Prim y Lafita | 2019-actual titular  |

## Història dels ducs de Prim
Francisca Agüero i González (1821-1889), I duquessa de Prim, II comtessa d'Agüero.
1. Va casar amb Joan Prim i Prats, I marquès de Los Castillejos, I comte de Reus, I vescomte del Bruch, Capità General dels Reials Exèrcits. Heroi de la batalla de Castillejos, en la guerra amb el Marroc, per impedir l'assetjament de les ciutats de Ceuta i Melilla. Li va succeir la seva filla:

Isabel Prim i Agüero (1862-1927), II duquessa de Prim.
1. Va casar amb Fernando de Heredia y Livermore. Sense descendents. Va passar els drets a la seva neboda Maria de la Concepción Salvadó Prim i Golferich, casada amb Carles Muntadas i Muntadas, els fills de la qual van succeir en tots els títols familiars, corresponent el ducat de Prim a:

Rehabilitat en 1960 per:
Lluís Muntadas i Salvadó Prim, III duc de Prim, en qui es va rehabilitar el ducat el 24 de juny de 1960.
1. Va casar amb Simone Audhui Guillin. Li va succeir el seu fill:

Lluís Muntadas-Prim i Audhui, IV duc de Prim.